# ベルベット・スパイダー
『ベルベット・スパイダー』（原題：Stiletto）は、アメリカ合衆国の映画。2008年4月29日にニューポートビーチ映画祭で上映された後、2009年3月3日にファーストルックインターナショナルからDVDがリリースされた。

## キャスト
| 役名           | 俳優                             | 日本語吹替 |
| -------------- | -------------------------------- | ---------- |
| ヴァージル     | トム・ベレンジャー               | 勝部演之   |
| リー           | マイケル・ビーン                 | 三上哲     |
| ライナ         | スタナ・カティック               | 日野由利加 |
| ラージ・ビルズ | トム・サイズモア                 | 高桑満     |
| アレックス     | ウィリアム・フォーサイス         | 黒澤剛史   |
|                | ダイアン・ヴェノーラ             |            |
|                | ケリー・フー                     |            |
|                | ジェームズ・ルッソ               |            |
|                | ドミニク・スウェイン             |            |
|                | トニー・リップ                   |            |
|                | D・B・スウィーニー               |            |
|                | デヴィッド・プローヴァル         |            |
|                | クリストファー・アレン・ネルソン |            |
|                | エフレイン・フィゲロア           |            |
|                | バール・パリー                   |            |
|                | アマンダ・ブルックス             |            |
|                | ボビー・レイ・シェイファー       |            |
| ベック         | ポール・スローン                 | 北島善紀   |

- その他の声の吹き替え：外谷勝由／一ノ渡宏昭／田坂浩樹／鮎川奈知／勝沼紀義／篠原千佳／祭田絵理／水野ゆふ／後藤淳一／松尾大亮／薬丸夏子